# Поремби (Мінський повіт)
Поремби (пол. Poręby) — село в Польщі, у гміні Дембе-Вельке Мінського повіту Мазовецького воєводства.
Населення — 95 осіб (2011).
У 1975-1998 роках село належало до Седлецького воєводства.

## Демографія
Демографічна структура станом на 31 березня 2011 року:
|          | Загалом | Допрацездатний вік | Працездатний вік | Постпрацездатний вік |
| -------- | ------- | ------------------ | ---------------- | -------------------- |
| Чоловіки | 56      | 11                 | 38               | 7                    |
| Жінки    | 39      | 5                  | 25               | 9                    |
| Разом    | 95      | 16                 | 63               | 16                   |